# Saivo (Karesuando socken, Lappland, 758690-178309)
Saivo är en sjö i Kiruna kommun i Lappland och ingår i Torneälvens huvudavrinningsområde. Sjön har en area på 0,0399 kvadratkilometer och ligger 362 meter över havet. Saivo ligger i Pessinki fjällurskog Natura 2000-område.

## Delavrinningsområde
Saivo ingår i det delavrinningsområde (758571-178260) som SMHI kallar för Inloppet i Luongasjärvi. Medelhöjden är 381 meter över havet och ytan är 3,12 kvadratkilometer. Räknas de 5 avrinningsområdena uppströms in blir den ackumulerade arean 58,72 kvadratkilometer. Kurusjoki som avvattnar avrinningsområdet har biflödesordning 4, vilket innebär att vattnet flödar genom totalt 4 vattendrag innan det når havet efter 409 kilometer. Avrinningsområdet består mestadels av skog (60 procent) och sankmarker (39 procent). Avrinningsområdet har 0,04 kvadratkilometer vattenytor vilket ger det en sjöprocent på 1,3 procent.